# ووتاخ (فیلاگ)
ووتاخ (به آلمانی: Wutach) یک شهر در آلمان است که در والدسهوت واقع شده‌است. ووتاخ ۱٬۲۳۹ نفر جمعیت دارد.